# История Афганистана
История Афганистана представляет собой историю горной страны (Гиндукуш) на водоразделе бассейнов Аральского моря (Амударья) и Индийского океана, между равнинами Средней Азии и долиной Инда, на востоке Большого Ирана.  
Историческим коренным населением страны были народы, говорящие на индоевропейских языках (персидский, пушту и пр.). Само название Афганистан, по мнению некоторых учёных, восходит к санскритскому обозначению лошади или всадника (ср. Ашвины). Тюркские народы (узбеки и туркмены) мигрировали сюда в эпоху Средневековья. Некоторую загадку представляет язык брауи. 
Страна на протяжении всей своей истории становилась местом военных действий. Современная традиция афганской государственности берет свое начало в 1747 году, когда после смерти иранского правителя Надир-шаха была образована Дурранийская империя со столицей в Кандагаре.

## Доисламская история
- XVII в. до н. э. — на территорию Афганистана с севера вторгаются индоарийские племена, сформировав историческую область Гандхара
- VI в. до н. э. — территория Афганистана входит в состав империи Ахеменидов
- В IV в до н. э. территория Афганистана была захвачена войсками Александра Македонского и впоследствии вошла в состав государства Селевкидов.
- Греко-бактрийское царство, которое было захвачено юэчжами

- I-V век — Кушанское царство начало распространение буддизма
- V век — на территории Афганистана обосновались эфталиты
- VI — территория Афганистана вошла в состав государства Сасанидов позже в государства Саманидов

## VII—XVIII века
- VII—VIII — Арабское вторжение в Афганистан. Западные и северные районы Афганистана закрепились в составе арабских владений, в них распространился ислам, в городах поселились арабы. Непокорённые земли Афганистана сохраняли традиционные верования, ислам стал здесь утверждаться только в IX—XII веках.
- XI — территория Афганистана в составе государства газневидов
- 1148—1206 — Гуриды
- XIV веке территория Афганистана входит в состав империи Тимуридов. В Герате располагается второй центр этого государства. Последний Тимурид и основатель Могольской империи Бабур, разбитый Шибанидами Мавераннахра, основывает в XVI веке новую империю с центром в Кабуле, откуда он совершает победоносные походы в Индию. Вскоре Бабур переселяется в Индию, а территория Афганистана входит в состав шиитского Ирана Сефевидов.
- XVIII век — образование феодальных афганских ханств.

В 1709 пуштунские племена подняли восстание против Ирана и образовали Гильзейское княжество со столицей в Кандагаре, которое было разгромлено в 1737 иранскими армиями Надир-шаха.

## Дурранийская держава
После убийства Надир-шаха в 1747 году Ахмад-Шах Дуррани основал первое афганское государство со столицей в Кандагаре. На совете старейшин племён (Лойя Джирга) он был провозглашён шахом. При его сыне Тимур-шахе (1773—1793) столица государства была перенесена в Кабул. Следующим правителем Афганистана стал Земан-шах (1793—1801), свергнутый своим братом Махмуд-шахом (1801—1803).
После короткого междуцарствия своего брата Шуджа-Шаха в 1803—1809 годах Махмуд вторично вступил на престол. Но, казнив своего прежнего союзника Футеха-Хана, он навлёк на себя ненависть племени баракзай, к которому принадлежал Футех-Хан, так что в 1818 году Махмуд принуждён был снова сложить с себя власть. После него правили его братья Али-Шах (1818-1819) и Аюб-Шах, который в 1823 году был свергнут и заключён представителями династии Баракзаев, что ознаменовало конец правления династии Дуррани и крах Дурранийской империи. 
В 1827 году в Кабуле утвердил свою власть Дост Мухаммед (из рода Баракзаи), основавший Кабульское ханство.

## Первая англо-афганская война
Поводом для начала первой англо-афганской войны стала командировка в 1837 году поручика Виткевича в качестве российского резидента при захватившем власть в Кабуле Дост Мухаммеде. Тот уже в течение десятка лет воевал со своим родственником Шуджой-шахом, базировавшимся в Индии и поддерживавшимся Великобританией. Британские власти рассматривали миссию Виткевича как намерение Российской империи укрепиться в Афганистане с перспективой проникновения в Индию.
Военные действия начались в январе 1839, когда англо-индийская армия в составе 12 тысяч бойцов, 38 тысяч прислуги и 30 тысяч верблюдов вошла в Афганистан через Боланский перевал. Вначале Дост Мухаммед смог выставить 12 тысяч конников, 2,5 тысячи пехоты и 45 арт. орудий. 25 апреля англо-индийские войска без боя взяли Кандагар и пошли на Кабул. Первое серьёзное сопротивление афганцы оказали только у Газни (140 км к юго-западу от Кабула). Крепость защищал отборный трёхтысячный гарнизон под командованием Хайдер-хана, однако она была взята. 7 августа 1839 англичане и индийцы без боя взяли Кабул. На тамошнем престоле воцарился эмир Шуджа-шах. Бывший эмир Дост Мухаммед ушёл в горы с 350 бойцами.
Война довольно легко была выиграна англичанами, индийцами и Шуджой-шахом. Однако афганские феодалы прохладно, если не сказать больше, отнеслись к Шудже. Через два с небольшим года они инспирировали волнения, а 2 ноября 1841 устроили резню в Кабуле. Среди убитых британцев был и посол Бернс. Британцы не ответили немедленными мерами, и афганцы, расценив это как слабость, устроили резню англичан и в других частях Афганистана. 30 декабря 1841 британцы договорились с вождями афганских племён — те обещали за выкуп пропустить англо-индийские войска в Индию (в начале этих недельных переговоров афганцы отрубили голову британскому парламентёру и носили её по улицам Кабула).
В начале января 1842 англичане и индийцы начали отступление из Кабула в направлении Джелалабада, и когда они вошли в горы, афганцы напали на них и разбили отряд генерала Эльфинстона в битве при Гандамаке. Во время отступления из 16 тысяч англичан и индийцев (из них бойцов было 4 тысячи) спасся лишь один человек — доктор Брайдон, который 14 января добрался до Джелалабада, где стояла англо-индийская бригада. Командир бригады послал известие в Калькутту, и были организованы две карательные экспедиции — по дивизии из Кветты в Кандагар и через Джелалабад на Кабул. Через 8 месяцев, 16 сентября 1842, обе дивизии взяли Кабул. Оттуда были посланы карательные отряды в окрестности.
Подавив восстания афганцев, Британия воздержалась от оккупации Афганистана. Она предпочла метод подкупа и интриг, и вновь занявший престол Дост-Мухаммед не предпринял никаких попыток сближения с Россией и заключил мирный договор с Британией.

## Второе правление Дост-Мухаммеда и борьба его наследников за власть
Дост-Мухаммед был встречен в Кабуле как мститель за оскорблённую народную честь и прежде всего постарался утвердить свою власть. Уже в 1846 году он вступил в союз с Сикхской империей. Но в сражении с британцами при Гуджарате, происшедшем 21 февраля 1849 года, могущество его союзников было уничтожено. До 1850 года Дост-Мухаммед владел только областями Кабулом и Джелалабадом; до 1855 года он завоевал Газни, Кандагар и Гиришк, в 1856 году — Балх и Хульм, до 1858 года — Акчу, Шиберган, Андхой, Меймене и Систан, в 1861 году — Кундуз и Бадахшан. 
Для обеспечения своих завоеваний он 30 марта 1855 года заключил оборонительный и наступательный союз с индо-британским правительством, причём был признан в качестве афганского эмира. Когда в начале 1862 году афганской границе угрожало персидское войско, а султан Ахмед-Хан, подстрекаемый Персией, двинулся из Герата против Фараха и Кандагара, Дост-Мухаммед воззвал к помощи британцев, очистил границу и выступил против Герата, который пал 26 мая 1863 года, после долговременной и трудной осады. Ахмед-Хан незадолго до того умер.После умер Дост-Мухаммед. 
Хотя Дост-Мохаммед и назначил своими преемником сына своего, Шир-Али-Хана, но родственники последнего поспешили выступить его соперниками, и после поражения, понесённого им при Шекабаде (5 мая 1866 года), он увидел себя бессильным защищать долее свои притязания. После того старший брат Шир-Али (от другой матери) Афзал Хан был освобождён из тюрьмы и провозглашён в Кабуле эмиром, а в феврале 1867 года признало его в этом качестве и британское правительство. Другой сводный брат Шир-Али, Мухаммед Азам-хан, присвоил себе сан эмира после того, как Афзал в октябре 1867 года умер, а Абдуррахман Хан, сын Афзала, отправился в Балх, чтобы занять место тамошнего губернатора. Между тем Шир-Али получил небольшое подкрепление от своего сына Якуба Хана, гератского губернатора, и некоторых других своих приверженцев, так что он мог двинуться в поход с 17000 человек войска и 18 пушками, с которыми 1 апреля 1868 года он взял Кандагар. Усилившись таким образом, он завоевал Газни, а потом и Кабул. Азим-Хан бежал в Балх.
В середине декабря 1868 года Шир-Али разбил Абдуррахмана при Бамиане и принудил его отступить в Балх, а в январе 1869 нанёс при Хазне такое поражение своему сводному брату Азиму и Абдуррахману, что последний должен был искать защиты на британской территории. Претендент Азим-Хан умер в октябре 1869 года; Абдуррахман старался, между тем, вербовать во всех соседних странах врагов против Шира-Али, а Якуб при помощи старой национальной партии, ненавидевшей стремления Шира-Али к реформам, возбудил восстание против своего отца, которое кончилось тем, что 8 мая 1870 Шир-Али завоевал Герат. Впоследствии произошло кажущееся примирение между Якубом и его отцом; но когда осенью 1874 года Якуб прибыл в Кабул для окончательного улажения распри, то был немедленно арестован. Вскоре, однако, ему возвращена была свобода, и последовало новое примирение. В 1875 ещё раз вспыхнуло восстание в пользу Якуба, которое было подавлено Широм-Али. Якуб подвергся строгому заключению, но в конце 1877 опять был освобождён.

## Вторая англо-афганская война
Статус-кво сохранялся почти 40 лет, пока не началась следующая русско-турецкая война 1877—1878. Британия была недовольна успехами русских войск в этой войне — русские войска подходили к Константинополю. В ответ на это недовольство Лондона Петербург решил провести демонстрацию в Туркестане, дабы повлиять на лондонский кабинет видимостью угрозы Индии.
Находившимся в Туркестане русским войскам было приказано выступить тремя колоннами на Чарджуй, Балх, Читрал. В Кабул была послана миссия во главе с генералом Столетовым. Эмир Афганистана Шир-Али-хан 17 июля 1878 принял миссию с величайшими почестями и по его выражению «отдал ключ от Индии в руки России». Генерал Столетов пообещал эмиру щедрую военную и материальную поддержку и посоветовал не пускать в страну британское посольство, снаряжённое британским правительством после известия о миссии Столетова.
Эмир последовал русскому совету, и началась вторая англо-афганская война. Британцы вошли в Афганистан в ноябре 1878 тремя колоннами — Пешаварской генерала Брауна (16 тысяч при 48 орудиях), Курамской генерала Робертса (6 тысяч при 18 орудиях) и Кандагарской генерала Стюарта (13 тысяч при 32 орудиях). Первая колонна имела целью Кабул, третья — Кандагар и Герат. 21 ноября афганская армия была разбита Брауном в сражении при Али-Масджид, а 2 декабря Робертсом на перевале Пейвар-Котал. Узнав об этих поражениях Шир-Али покинул Кабул (13 декабря) и отправился в Россию. Его преемник (сын) Якуб-хан отказался от сопротивления и 15 мая 1879 подписал Гандамакский договор, по которому афганское правительство теряло право на проведение какой-либо внешней политики иначе, как при посредничестве правительства Британии, а все стратегические проходы между Афганистаном и Индией передавались последней.
В Кабуле разместилась британская миссия. Но 3 сентября в столице взбунтовались гератские полки. Они напали на миссию и убили посла Каваньяри со всем эскортом. Индийскому правительству снова пришлось посылать армию в Афганистан: 4 октября дивизия генерала Робертса начала марш на Кабул, 6 октября разбила афганцев в сражении при Чарасиабе, а через несколько дней вошла в Кабул. В начале декабря началось восстание в Майданской долине. Восставшие двинулись на Кабул, с 12 по 14 декабря шли бои за высоты вокруг Кабула, после чего британский отряд, насчитывавший около 4 000 человек, отступил в Шерпурский кантонмент. Началась 9-дневная осада кантонмента. 23 декабря афганцы пошли на штурм кантонмента, но были отбиты и отступили от Кабула.
Однако в сентябре 1879 Якуб-хан был свергнут его братом Аюбом. А в январе 1880 возник ещё один претендент на афганский престол — Абдуррахман-хан, племянник Шир-Али, проживавший с 1870 в Самарканде. Он сверг Аюба, провозгласил себя эмиром и был признан британцами — в обмен на приверженность договору мая 1879 года. 
Мухаммед Аюб-хан собрал армию в Герате и весной 1880 года начал поход на Газни и Кандагар. Афганский губернатор Кандагара запросил у британцев помощи, и ему на усиление отправили бригаду генерала Берроуза. 27 июля 1880 года бригада Берроуза была разбита Айюб-ханом в сражении при Майванде. Афганская армия подошла к Кандагару и осадила город. Для спасения Кандагара была направлена из Кабула дивизия генерала Робертса. 31 августа Робертс снял осаду Кандагара, а 1 сентября разбил Айюб-хана в сражении при Кандагаре.

## Правление Абдуррахмана
Абдуррахман вскоре обратил свой взор на север, вступив в боевые действия против русских войск. Однако в марте 1885 афганский отряд был разбит генералом Комаровым в районе Кушки. У русских было 1 800 бойцов и 4 орудия, афганцев — 4 700 и 8 орудий. Потеряв более тысячи убитыми и все орудия, афганцы бежали восвояси.
При Абдур-Рахмане (1880—1901) Британия и Россия совместно определили границы Афганистана, существующие и поныне.
Британцам удалось в результате дипломатических интриг отторгнуть от Афганистана территорию так называемого Пуштунистана (ныне Хайбер-Пахтунхва, северо-западная провинция Пакистана). В результате памирских экспедиций отряда Ионова и англо-русского соглашения 1895 года Афганистан утратил контроль над Памиром, но получил Ваханский коридор.
К 1895 оформляется территория современного Афганистана в результате завоевания узбекских,  таджикских,  хазарейских и прочих земель эмиром Абдур-Рахманом. Это изменяет национальный состав Афганистана, где пуштуны (афганцы) теперь составляют не более 50 % населения.

## Правление Хабибулла-хана
После смерти Абдуррахмана в 1901 эмиром стал его сын Хабибулла-хан. В 1905 году он подписал с Великобританией договор, подтверждавший зависимость Афганистана. В 1906 году в Афганистане появилось движение сторонников введения конституции, которое в 1909 году было разгромлено. Однако вскоре появилось движение «младоафганцев», требовавших независимости страны и ограничения власти эмира. 
В годы Первой мировой войны Афганистан был нейтральным, несмотря на попытки Германии и Османской империи вовлечь его в войну на своей стороне (в августе 1915 года в Афганистан проникла германская военно-дипломатическая миссия О. Нидермайера и В. фон Хентига).
В 1919 году Хабибулла-хан был убит, после чего эмиром стал его сын Аманулла, разделявший идеи младоафганцев.

## Независимый Афганистан
13 апреля 1919 года Аманулла-хан провозгласил независимость Афганистана от Великобритании; власти Советской России приветствовали этот акт. А после очередной англо-афганской войны (3 мая — 8 августа 1919) Великобритания признала его независимость.
После второй войны афганцы опять почти 40 лет не тревожили британцев и индийцев, пока 21 февраля 1919 третий сын правящего тогда эмира Афганистана, Аманулла, не убил своего отца. Подавив попытку своего дяди, Насруллы-хана, взять власть и вступив на престол, Аманулла немедленно объявил джихад — «священную войну» против Британии, провёл мобилизацию и двинул на Индию 12 тысяч регулярных бойцов и 100 тысяч партизан-кочевников.
Боевые действия начались 3 мая 1919 — афганцы напали на пограничный пост в Хайберском проходе. Британцы ответили воздушной бомбардировкой Кабула. 
Затем 11 мая 1-я индийская пехотная дивизия при поддержке 1-й кавбригады атаковала афганские войска в Хайберском проходе и обратила их в бегство. В тот же день британская авиация бомбила Джелалабад. В результате на этом направлении афганцы были совершенно деморализованы и подавлены. 
Однако в районе Хоста крупные отряды партизан под командованием генерала Надир-шаха 23 мая вторглись в Индию. Они заняли железнодорожную станцию Таль, окружили два пехотных батальона, кавэскадрон и батарею. Но 1 июня в бою с пехотной бригадой генерала Дауэра афганцы потерпели тяжёлое поражение и отошли в Афганистан (подробнее смотри статью Третья англо-афганская война).
Аманулла запросил мира. 19 августа 1919 года был подписан прелиминарный (предварительный) мирный договор, давший Афганистану право на внешние сношения, но оставивший в силе все остальные пункты предыдущего договора 1879 года, кроме отмены ежегодной британской субсидии Афганистану в размере 60 тыс. фунтов стерлингов (до 1919 эта субсидия составляла примерно половину бюджетных доходов Афганистана).
В октябре 1919 года Аманулла-хан отправил свои войска в Мерв (ныне — Мары, Туркменистан) и изгнал оттуда местный Совет. Аманулла также предложил военную помощь против большевиков Фергане — на условиях присоединения её к Исламской Центральноазиатской Федерации, которую задумал основать афганский император. Однако из этой затеи ничего не вышло — красные войска успешно продвигались в Средней Азии, и Аманулла не рискнул сразиться с ними и вывел свои войска из Мерва.
В конце 1925 года из-за острова Урта-Тагай на пограничной реке Пяндж произошёл советско-афганский вооружённый конфликт. Остров был захвачен советскими войсками, но затем был оставлен и признан за Афганистаном.
В 1929 году Аманулла-хан был свергнут в результате восстания Бачаи Сакао (Бачаи Сакао — не имя, а презрительная кличка, в переводе означающая «сын водоноса»; этот узурпатор афганского престола был таджиком из бедняцкой семьи, сам он объявил себя падишахом Хабибуллой). Против него началось восстание, которое возглавил Хабибулла Калакани. В том же году была предпринята неудачная попытка восстановления власти Аманулла-хана с помощью советских войск. Однако гражданская война на этом не закончилась. Против Бачаи Сакао восстал в конце лета 1929 года военный министр при Аманулле и его двоюродный брат Мухаммед Надир, который и сверг Бачаи Сакао в том же году, заручившись поддержкой британцев. 
Мухаммед Надир стал шахом (королём) Афганистана. 8 ноября 1933 года во время торжественной церемонии в лицее «Неджат» он был застрелен 19-летним учащимся лицея Абдул Халик Хазаром. Шахом (королём) стал сын Мухаммед Надира Захир.
Во внешней политике Захир-шах стремился к политической и экономической самостоятельности Афганистана, а обеспечить эти цели пытался, с одной стороны — поддерживая равновесие во влиянии на афганские дела со стороны СССР и Великобритании, а с другой — в расширении сотрудничества со странами, с Афганистаном не граничащими и потому не представлявшими для него угрозы. Ловко играя на этих факторах, в 1930-е годы в Афганистане получили большое влияние Германия, Япония и в меньшей степени Италия.
В годы второй мировой войны Афганистан стал ареной острого противостояния с одной стороны германских спецслужб, стремившихся превратить эту страну в южный плацдарм против СССР и реанимировать басмаческое движение. Им активно противостояли советские и британские спецслужбы, которые в итоге сумели взять под контроль руководство страны и удержать его на позициях благожелательного для союзных держав нейтралитета.
В 1965 году журналист Нур Мухаммед Тараки под влиянием коммунистических идей основывает просоветскую Народно-Демократическую Партию Афганистана (НДПА), которая в 1966 раскалывается на две фракции по этническому принципу: на преимущественно пуштунский «Хальк» («Народ»), во главе с Тараки, и многонациональный «Парчам» («Знамя») во главе с Бабраком Кармалем.

### Диктатура Дауда (1973—1978)
В 1973 году происходит дворцовый переворот, в результате которого короля Захир-Шаха смещает его двоюродный брат принц Мухаммед Дауд, который провозглашает Афганистан республикой. 
Республиканский период Афганистана отличается нестабильностью и противоборством различных группировок, выражающих интересы различных этнических общин Афганистана (пуштунов, таджиков, узбеков и хазарейцев). Кроме того, в стране существуют как радикальные исламские, так и прокоммунистические силы. Как те, так и другие своей структурой и взаимоотношениями отражают существующее этническое разнообразие государства и противоречия между различными национальностями.
21 июня 1975 исламские радикалы поднимают восстание. Во главе его стоят видные деятели исламского радикализма, входящие в руководство таких организаций, как «Мусульманская молодёжь». Одним из них является ставший впоследствии известным Гульбеддин Хекматияр.
Восстание в кратчайшие сроки охватывает провинции Бадахшан, Пактия, Нангархар, однако правительству Дауда удаётся его подавить.
Одновременно ситуацию пытаются дестабилизировать прокоммунистические силы, представленные НДПА. При этом НДПА имеет значительную поддержку в Вооружённых силах Афганистана.

## Демократическая республика Афганистан

### Саурская революция
27 апреля 1978 года в Афганистане произошла революция, в результате которой был убит прежний президент Мухаммед Дауд. Главой государства и премьер-министром становится Нур Мохаммад Тараки, его заместителем — Бабрак Кармаль, а Хафизулла Амин назначается первым заместителем премьера и министром иностранных дел. Афганистан был объявлен Демократической Республикой Афганистан (ДРА). Революция стала прелюдией к гражданской войне в стране.

### Гражданская война в Афганистане
- 1987, 30 ноября — Лойя Джирга принимает новую Конституцию, провозгласившую «политику национального примирения». Афганистан больше не называется «Демократической Республикой»: страна переименована в Республику Афганистан. Бои за Джелалабад.
- 1988, 8 февраля — на заседании Политбюро ЦК КПСС поставлен вопрос о дате «окончательного ухода Советского Союза из Афганистана», объявлена дата начала вывода советских войск — 15 мая сего года.

- 1989, 4 февраля — последнее подразделение Советской Армии покинуло Кабул.
- 1989, 14 февраля — все войска СССР выведены с территории Афганистана; республике передано всё их имущество и недвижимость. Последним, как утверждается, 15 февраля страну покинул командующий 40-й армией генерал-лейтенант Б. Громов.
- 1989, конец февраля — в Пешаваре шура представителей афганской оппозиции избрала председателем так называемого «Переходного правительства моджахедов» лидера «Альянса семи» Себгатуллу Моджаддеди. Оппозиция начала широкомасштабные боевые действия против коммунистического режима.
- 1990, 6 марта — путч министра обороны халькиста генерала Таная, который вступил в резкую военную конфронтацию с президентом Наджибуллой. Впоследствии бежал в Пакистан, перешёл на сторону талибов.
- 1991, 15 ноября — министр иностранных дел СССР Б. Панкин дал официальное согласие на прекращение с 1 января 1992 военных поставок правительству в Кабуле.

- 1992, 27 апреля — отряды исламской оппозиции вошли в Кабул, а 28 апреля в столицу прибыл Себгатулла Моджаддеди и в присутствии иностранных дипломатов получил власть из рук вице-президента прежнего режима. Он стал президентом Исламского Государства Афганистан, а также главой Совета Джихада (комиссии из 51 члена, назначенных в соответствии с Пешаварскими Соглашениями).
- 1992, 6 мая — на первом заседании Совета Лидерства принято решение о роспуске прежнего кабинета министров, возглавляемого Ф. Халекьяром. Распущен Национальный Совет, партия «Ватан» запрещена, а её имущество конфисковано. Все законы, противоречащие исламу, объявлялись потерявшими силу. Первые декреты новой власти указывали на установление в стране исламской диктатуры: закрыты университет и все развлекательные заведения, в госучреждениях вводились обязательные молитвы, запрещены все антирелигиозные книги и алкоголь, женщины оказались существенно урезаны в правах. В том же году Моджаддиди передал власть таджикской этнической группировке Бурхануддина Раббани. Однако гражданская война на этом не закончилась. Пуштунские (Гульбетдин Хекматиар), таджикские (Ахмад Шах Масуд, Исмаил-хан) и узбекские (Абдул-Рашид Дустум) полевые командиры продолжали сражаться между собой.

- К концу 1994 года авторитет Раббани как общенационального лидера настолько ослаб, что его правительство прекратило практически своё существование. Исчезла даже слабая видимость централизованного руководства. Страна по-прежнему была поделена по этническому принципу, наблюдалась классическая картина феодальных междоусобиц. Произошла полная децентрализация государственного управления, прежние экономические связи были нарушены. В этой ситуации среди пуштунов зародилось новое исламистское радикальное движение — группировка «Талибан» под руководством муллы Мохаммада Омара.

- 1996, 26 сентября — талибы выдвигаются из Сароби в сторону Кабула и захватывают его ночным штурмом. Официально объявлено, что город взят без боя. Прежнее правительство Раббани — Хекматиара спасается бегством и уходит в вооружённую оппозицию. По сути, речь идёт о приходе к власти исламских радикальных группировок, так как другие антиправительственные группировки к тому времени явно уступают радикалам в вооружении, численности и организованности.
- 1996, 27 сентября — талибы полностью заняли Кабул. Экс-президент Наджибулла и его брат Ахмадзай, скрывавшиеся в здании миссии ООН, были схвачены и публично повешены на одной из площадей столицы.
- 1996, 28 сентября — Иран, Индия, Россия и республики Средней Азии осудили казнь Наджибуллы. Администрация США и представители ООН выражают сожаление по поводу случившегося, но одновременно заявляют о готовности установить отношения с новыми властями в Кабуле.
- 1996, 29 сентября — талибы провозгласили Исламский Эмират Афганистан и объявили о создании Временного правящего совета в составе 6 членов во главе с муллой Омаром. Придя к власти, «Талибан» сумел частично стабилизировать ситуацию в стране. В то же время талибы попытались перестроить страну в соответствии со своими взглядами на исламский образ жизни. В частности «Радио Афганистан» было переименовано в «Голос Шариата» и занялось пропагандой ценностей фундаменталистского ислама в представлении «Талибана», а телевидение было запрещено как источник морального разложения. Несмотря на определённые успехи талибов их политика устроила не всех, в первую очередь представителей национальных меньшинств, так как «Талибан» в основном состоял из пуштунов.[5]
- 1996, 30 сентября — талибы предлагают Дустуму переговоры и продвигаются на север вслед за отступающими отрядами Масудом.
- 1996, 6 октября — Масуд успешно отражает наступление талибов на Панджерскую долину.
- 1996, 9 октября — встреча и братские объятия Дустума и Раббани в окрестностях Мазари-Шарифа. Почти все основные противники талибов (Ахмад Шах Масуд, Абдул-Рашид Дустум, Бурхануддин Раббани и Карим Халили) закрепились на севере, где вместе учредили свой Верховный Совет и объединили усилия для общей борьбы с Талибаном. Новая военная сила получила название Северный альянс и образовала на севере Афганистана фактически независимое в 1996—2001 годах государство, сохранившее название Исламское Государство Афганистан.

## После международного вторжения
Руководство США использовало Теракт 11 сентября 2001 года как повод для вторжения в Афганистан. Целью операции стало свержение режима талибов, которые укрывали у себя террориста Усаму бен Ладена. 7 октября Афганистан подвергся массированным авиационным и ракетным ударам, которые ослабляли силы талибов и способствовали продвижению вооружённой оппозиции Северного альянса, засевшей в горах Бадахшана. 9 ноября силы вооружённой оппозиции вошли в Мазари-Шариф, а 13 ноября — в оставленный талибами Кабул. 7 декабря пал последний оплот талибов город Кандагар. Вмешательство международного сообщества не позволило Северному альянсу взять власть в свои руки.
В декабре 2001 года, после свержения американскими войсками правительства «Талибана» и формирования переходной афганской администрации во главе с Хамидом Карзаем, были созданы Международные силы содействия безопасности — войсковой контингент возглавляемый НАТО. Его целью было оказание помощи временному правительству и обеспечение базовой безопасности афганского народа в Кабуле. При этом большинство афганцев поддержало американское вторжение в их страну. На созванной в июле 2002 года Лойя джирге Хамид Карзай большинством голосов был избран временным президентом страны.
Победу на президентских выборах в октябре 2004 года одержал Хамид Карзай.
После свержения режима талибов в Афганистане резко увеличивается уровень наркоторговли. По данным Управления по наркотикам и преступности ООН на 2005 год на долю Афганистана приходятся 87 % мировых поставок героина (и эта доля постоянно растёт), в производство опия вовлечены многие крестьянские хозяйства. С 2007 года наблюдается снижение объёмов производства наркотиков.
19 декабря 2005 года в Афганистане прошло первое за 30 лет заседание парламента — Национальной Ассамблеи Афганистана, избранной в ходе всеобщих выборов — 249 депутатов нижней палаты и 102 сенатора (старейшины). Из 249 депутатов нижней палаты парламента 60 % — так называемые «моджахеды», то есть те, кто воевал против советских войск в 1980-е годы. Полевые командиры стали депутатами благодаря американской военной и финансовой помощи и неприязни мирового сообщества к движению Талибан.
20 августа 2009 года состоялись очередные президентские выборы, по результатам которых Хамид Карзай был переизбран на новый срок.
2 апреля 2011 года в Кандагаре вспыхнули волнения, связанные со слухом о сожжении Корана американским пастором. В акции приняли участие несколько тысяч горожан, имели место столкновения с полицией. Главной мишенью протестующих было представительство ООН. Ранее аналогичная акция имела место в другом афганском городе Мазари-Шарифе. Тем не менее, напряжённость между местными жителями и международными силами имела место и ранее, когда вслед за ДТП солдаты международных сил обстреляли автомобиль, в котором погиб ребёнок и его отец. Всего за время волнений в Кандагаре в начале апреля погибло около 100 человек
В июне 2014 года президентом страны был избран Ашраф Гани.
В 2014 году между Афганистаном и США было подписано двустороннее соглашение, согласно которому часть группировки НАТО останется в стране даже после окончания боевой операции «Несокрушимая свобода» с тем, чтобы оказать афганской полиции помощь в борьбе с антиправительственными группировками. В стране осталось около 13 тыс. солдат стран НАТО, из которых 10,8 тыс. человек приходились на американские войска.
В сентябре 2019 года президент Ашраф Гани был переизбран на второй срок.

## Возвращение талибов
14 апреля 2021 года президент США Джо Байден заявил о начале полного вывода войск США из Афганистана. После этого талибы начали крупное наступление против афганских правительственных войск. Практически не встречая сопротивления, к августу вооружённые отряды Талибана захватили значительную часть провинций, и 15 августа, после захвата Кабула, организация объявила о контроле над всей территорией Афганистана и окончании войны. Действующий президент Ашраф Гани сложил с себя полномочия и спешно покинул страну. Оставшийся в стране вице-президент Афганистана Амрулла Салех объявил себя действующим главой государства и призвал население страны присоединяться к сопротивлению «Талибану». 
Удерживая кабульский аэропорт, войска США и их союзников осуществляли эвакуацию иностранцев и отобранных афганских гражданских лиц, находящихся в зоне риска. В ночь с 30 на 31 августа последний американский военный (командир 82-й воздушно-десантной дивизии генерал-майор Кристофер Донахью) покинул территорию Афганистана.
5 сентября 2021 года «Талибану» удалось взять под контроль значительные территории Панджшерской долины, после чего утром следующего дня было объявлено о полном захвате Панджшера. Представители сопротивления в ответ заявили, что намерены продолжать борьбу и переходят к партизанской войне.
7 сентября 2021 года «Талибан» заявил о создании временного правительства во главе с Моххамадом Хасаном Ахундом. Эмиром Афганистана был провозглашён Хайбатулла Ахундзада.
27—28 мая 2023 года Вооружённые силы правящего в Афганистане движения «Талибан» приняли участие в пограничном конфликте с иранскими пограничниками на афгано-иранской границе между афганской провинцией Нимроз и иранской провинцией Систан и Белуджистан.